# Georges Espinas
Georges Espinas, né le 9 juin 1869 à Lannion et mort à Paris le 7 juin 1948, est un archiviste et historien français, spécialiste de la draperie.

## Origines familiales et carrière administrative
Né à Lannion, Georges Espinas passe une grande partie de sa jeunesse à Douai, où son père, magistrat, exerce durant plusieurs années. Sa nomination à Paris en 1887 donne à son fils l'occasion de suivre ses études universitaires à la Sorbonne.
Diplômé archiviste-paléographe en 1895, il est nommé au Ministère des Affaires étrangères. Attaché à la bibliothèque puis aux archives diplomatiques, il refuse, selon plusieurs sources, les promotions qui auraient pu lui permettre, au sein de son administration, un parcours plus prestigieux. Il prend sa retraite en 1930.

## Œuvre historique
Soucieux de disposer de loisirs réguliers, Espinas mène de multiples recherches historiques dont le sujet principal est le développement urbain au Moyen Âge et ses liens avec les prémices du capitalisme.
Cherchant un sujet de thèse, ayant jeté son dévolu sur Douai qu’il avait connu dans sa jeunesse, il prend contact  avec Henri Pirenne, spécialiste de l’histoire urbaine de la Flandre avec lequel il gardera des liens très étroits, jusqu’au décès de celui-ci en 1935.
Son doctorat aboutit en 1902 à la publication d’un ouvrage qui connaît un certain succès, « Les finances de la ville de Douai, des origines au XVe siècle », et qui renouvelle l’histoire urbaine de la Flandre méridionale, région placée à cette époque sous l’influence du royaume de France.
En 1914, à la suite de cette première approche, utilisant le fonds d’archives douaisien, un des plus riches d’Europe pour la période médiévale, Espinas présente en 1913 « La vie urbaine de Douai au Moyen Âge », somme de quatre volumes dans laquelle il édite de nombreuses pièces justificatives aujourd’hui encore utilisées par les chercheurs.
Il publie ensuite plusieurs études sur la Flandre wallonne dont toutes s’appuient sur les deux concepts défendus par Pirenne dans ses travaux : inscrire la recherche dans les limites d'un espace urbain mais surtout insister, dans le développement de la ville, sur le rôle majeur des facteurs économiques et sociaux. Il développe toutefois quelques problématiques personnelles, ainsi la confusion de la classe patricienne et marchande avec la direction de la cité et ensuite, dans le cadre événementiel flamand, décrit le jeu d'équilibre des échevins jouant alternativement le soutien aux comtes de Flandre ou au roi de France pour conforter leur autonomie.
Espinas s’attache enfin, en partant de la connaissance acquise dans les fonds d’archives scabinales de Douai et de Saint-Omer, à enrichir, à la demande de la Société de l’Histoire du Droit, pour l’ancien comté mais aussi l’Artois, le « recueil de documents relatifs à l’histoire du droit municipal en France des origines à la Révolution ».

## Ladraperieet les premières expressions du capitalisme
Espinas, par la somme de ses travaux dans le Douaisis, devient ensuite le spécialiste incontesté de l’activité sur laquelle les villes de Flandre méridionale ont bâti au XIIIe siècle leur prospérité.
En 1923, il publie « La draperie dans la Flandre française au Moyen Âge », dans lesquels il présente d'une manière exhaustive tous les aspects de la production : l’organisation technique du travail mais aussi ses dimensions géographiques, sociologiques sinon politiques.
Enfin, en 1933, Espinas publie à Lille son œuvre la plus célèbre tant son succès fut grand, « Sire Jehan Boinebroke, patricien et drapier douaisien » résultat de la découverte fortuite dans le fonds d’archives de Douai d’une extraordinaire « réparation testamentaire » prévue après son décès en 1286 par celui que certains auteurs qualifièrent de "personnage balzacien" pour sa complexité morale. Dans ce document de plus de cinq mètres de long se trouvent en effet inscrites toutes les exactions dont Broinebroke s’était rendu coupable envers les artisans qui, soumis à son arbitraire, intervenaient dans la chaîne de fabrication des draps. À partir de ce matériau de premier ordre, Espinas assimile cette production industrielle à une sorte de proto-capitalisme, notamment au titre de la violence des rapports de force sociaux qu'elle provoquait. Cette approche fut ensuite complétée, en 1936, par deux autres portraits d’entrepreneurs douaisiens, certes moins hauts en couleur que leur sulfureux contemporain, Jehan de France et Jacques Le Blond.

## Postérité
Georges Espinas qui participe à de nombreuses sociétés historiques et savantes, notamment en Belgique, vit plusieurs de ses travaux récompensés, ainsi par le prix Gobert qu’il obtint à trois reprises, en 1943, 1944 et 1947. Il fut par ailleurs un collaborateur assidu des Annales d’histoire économique et sociale de Lucien Febvre et Marc Bloch, rédigeant pour la revue de nombreuses fiches de lecture.
Longtemps considérée comme incontournable, notamment sur les sujets de la draperie comme de l'histoire de Douai ou de Saint-Omer, l'œuvre d'Espinas apparaît aujourd'hui dépassée pour beaucoup de chercheurs. Quoi qu'il en soit, il fut un défricheur de domaines inconnus sinon méprisés avant lui et a ainsi, sans contestation possible, ouvert la voie aux historiens contemporains spécialistes du développement urbain médiéval.
Par ailleurs, Georges Espinas était le petit cousin d’Alfred Espinas, philosophe qui fut en 1878 nommé maître de conférences à la faculté des lettres de Douai avant d’être professeur à Paris.